# Пси² Волка
Пси² Волка (лат. ψ² Lupi), 4 Волка (лат. 4 Lupi), HD 140008 — тройная звезда в созвездии Волка на расстоянии приблизительно 378 световых лет (около 116 парсеков) от Солнца. Видимая звёздная величина звезды — +4,721m. Возраст звезды определён как около 15,9 млн лет.

## Характеристики
Первый компонент (WDS J15427-3443Aa) — бело-голубая звезда спектрального класса B5V, или B5IV, или B5, или B6V. Масса — около 4,498 солнечных, радиус — около 3,654 солнечных, светимость — около 243,48 солнечных. Эффективная температура — около 12540 K.
Второй компонент (WDS J15427-3443Ab) — бело-голубая звезда спектрального класса B. Масса — около 6,4 солнечных. Орбитальный период — около 12,26 суток.
Третий компонент (WDS J15427-3443B). Масса — около 1,38 солнечных. Орбитальный период — около 46774 суток (128,06 лет). Удалён на 0,5 угловых секунды.

## Планетная система
В 2019 году учёными, анализирующими данные проектов HIPPARCOS и Gaia, у звезды обнаружена планета.